# Semioscopis
Semioscopis is een geslacht van vlinders van de familie grasmineermotten (Elachistidae).

## Soorten
- S. albella (Blanchard, 1852)
- S. anella Hübner, 1796
- S. aurorella Dyar, 1902
- S. avellanella

Berkenplatlijf (Hübner, 1793)
- S. inornata Walsingham, 1882
- S. lividella (Meyrick, 1883)
- S. mcdunnoughi Clarke, 1941
- S. megamicrella Dyar, 1902
- S. merriccella Dyar, 1902
- S. oculella

Sikkelplatlijf (Thunberg, 1794)
- S. orientella (Rebel, 1893)
- S. osthelderi (Rebel, 1936)
- S. packardella Clemens, 1863
- S. steinkellneriana

Meidoornplatlijf (Denis & Schiffermüller, 1775)
- S. strigulana (Denis & Schiffermüller, 1775)